# Tromb
För tidningen, se Tromb (tidning). För trombos, förkortat tromb, se blodpropp.
Tromb, tornado (engelska: tornado) och skydrag är olika benämningar på kraftiga virvelvindar (roterande vind) som bildar en nästan lodrät stigande luftvirvel.  Luftvirveln kan ha en diameter på 100 meter upp till 1 km, i sällsynta fall än mer. 
Skydrag är skilt från de övriga då det inte är någon marknära virvelvind. Skydrag är en i molnbasen synlig roterande del av ett moln, men når aldrig mark.
Tromberna uppstår vid kraftiga åskväder, och det är vanligt att en horisontell molnrulle bildas på åskvädrets bylinje; denna kan sedan vrida sig vertikalt och når marken som en tromb. Karaktäristiskt för en tromb är då den molnslang eller rep som bildas mellan moln och mark i trombens inre del. Moln med sådan molnslang ges den latinska beteckningen tuba. 
Tromben bildas uppe i luften med hjälp av turbulens och upp/fallvindar. Ena sidan av virveln (början på tromben) får kontakt med uppvindarna och då tippar virveln. Den andra delen arbetar sig då nedåt och bildar ett rör som sträcker sig mot marken.
Fallvindar bildas när det regnar kraftigt och haglet drar med sig luft.

## Tromber i Sverige

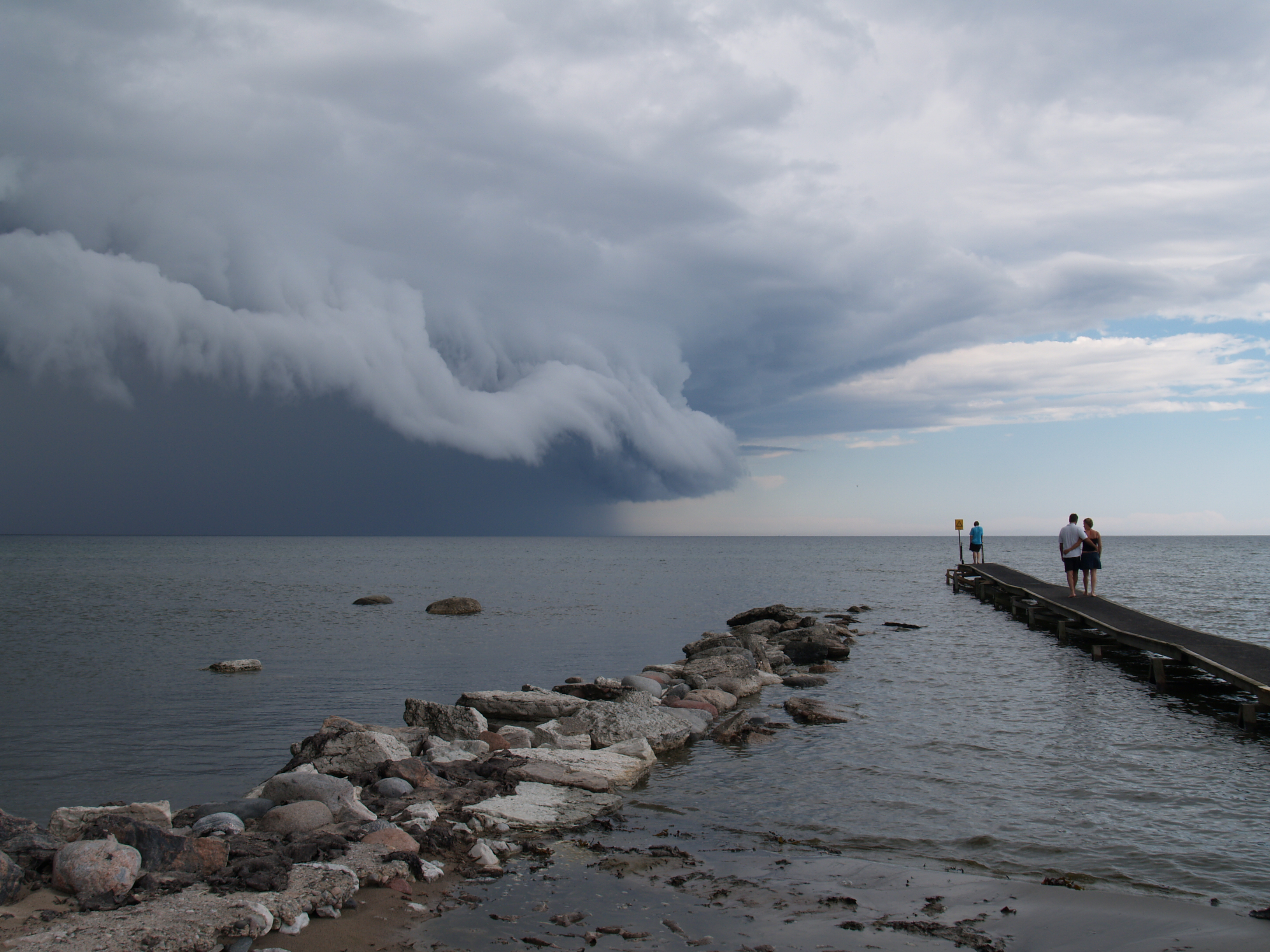
Ett åskmoln med bylinje och molnrulle dravat. Trombens vagga.

Tromber förekommer i Sverige företrädesvis om sommaren, men de är inte vanliga. Det svenska meteorologiska institutet SMHI får kännedom om ett tiotal observationer av tromber varje år. Det exakta antalet tromber är okänt, eftersom de är lokala och rätt kortlivade fenomen. Sverige har mycket ödemark där tromber kan uppstå, utan att någon observerar dem. De flesta observationerna görs dagtid. Svenska tromber är också vanligtvis svaga jämfört med de som förekommer i Nordamerika. De svenska tromberna är också ganska smala, och typiskt för dem är deras höjd, som är upp till flera kilometer. Någon tromb starkare än F3 på Fujita-skalan har inte registrerats i Sverige de senaste åren.
Sverige har inte några större möjligheter att varna för lokala tromber, då utrustningen som krävs inte är heltäckande. Dessutom är inte tromberna något större problem. 
Åskmoln studeras emellertid kring större flygplatser. Superceller förekommer ibland i Europa men över Sverige är dessa föga kända. Sverige har inte de extremt instabila luftblandningar som bygger upp dem. SMHI har i sina väderprognoser möjlighet att ge allmän varning för tromber. Detta brukar ske i samband med att prognosen förvarnar om ovanligt aktiva åskväder. Tromber har ofta setts på flera närliggande platser samma dag.
Bland äldre tromber i Sverige kan följande nämnas: Vreta kloster 1757, Hallsberg 1875, Strömsberg] 1885, Vimmerby 1890 samt Borås 1899.

### Trombernas uppkomst

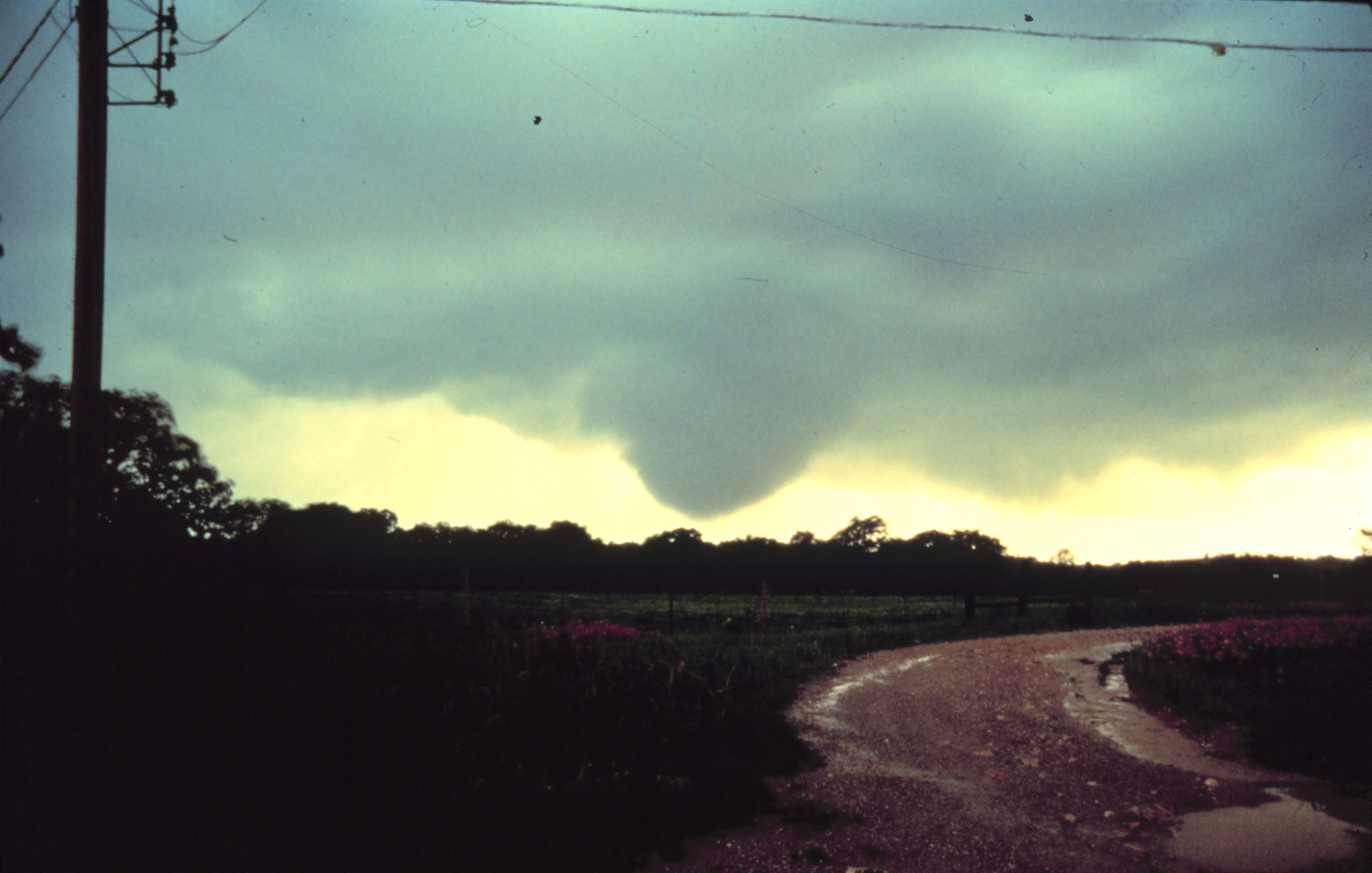
"Trattmoln"

Vid intensiva observationer av åskmoln kan den uppmärksamme se den karaktäristiska mattvirvel som är den horisontella molnrotationen på bylinjen. Detta är trombens vagga. Denna rulle kommer igång i turbulens-korridoren mellan uppvindar och fallvindar, som i detta läge är lutande gentemot marken och kallas advektion. Sedan händer följande: Ena ändan av rullen får kontakt med uppvindarna och då utvecklas ett fenomen där rullen tippar. Detta har filmats.( http://www.youtube.com/watch?v=FPBwLo-B16M ) Motsatta delen av rullen, eller virveln, arbetar sig nedåt och bildar ett trattmoln eller slang "trattmoln" (se bilden). Mot slutet roterar luften i ett uppvindsområde nära marken och det är tydligt när markkontakten sker eftersom jord och grus rivs upp i ett dammoln.
Vindmotståndet ökar med kuben på vindhastigheten, vilket innebär att stora skillnader på skador som ett vindfenomen har orsakat, kan härledas till skillnader i några få sekundmeters vindhastighet. Vindhastigheten är högre i den del av trombvirveln som sammanfaller med trombens rörelseriktning gentemot marken, så i den delen blir skadorna större. Jordrotationen ger upphov till en corioliskraft, som styr åt vilket håll stora luftmassor som lågtryckssystemen roterar, men den har en ringa påverkan på tromberna, som lika väl roterar åt andra hållet, och är lika vanliga. Skälet till att slangen är synlig som ett trattmoln, är att fukten i luften, det vill säga vattenångan, kondenseras till vattendroppar, så som det sker i moln, dimma eller dagg. Luften rör sig här hastigare, vilket betyder att lufttrycket sjunker. Daggpunkten innebär en separering av kyla och värme där luften blir ca 10 grader varmare och lättare. Vattendropparna tar med sig kylan. Detta intensifierar uppvindarna och är åskmolnets och trombens drivkraft.
Tromben är komplex med en större roterande vind som blåser in i spiral mot snabeln. Vindens friktion mot marken ger samma effekt som för pickupen som rör sig på en roterande grammofonskiva, den drar sig inåt. Detta friktionsfenomen kallas skating. Men det finns komplexa motriktade gyroskopfenomen, vilket syns bland annat i de tunga föremålen som kastas utåt från snabeln. Den roterande vinden representerar också en mycket stor massa.
En kvadratdecimeters luftpelare väger cirka ett kilo vid havsnivå. Slangen ökar normalt i bredd när tromben blir kraftigare. Detta är en regel med undantag. Det är extremt ovanligt att ett åskväder utvecklar en tromb. Detta är inte hela sanningen om trombens utveckling och tankarna går även till leksakssnurran Tippetopp, som vrider sig runt sin axel. I fallet med tromben så är det sannolikt att marken som plan yta hjälper molnrullens vindsystem att kantra vertikalt. Tromben kan betraktas som en slags ordning i kaos. Virvelns modell kan beskrivas matematiskt med begrepp som Lorenzattraktorn. I värsta fall kan åskmolnet generera flera tromber. På ett fotografi från tornadoutbrottet i USA 1976 kan inte mindre än sju virvlar iakttas, dessa finns tämligen nära varann.

### Havstromber är vanligare
Det är vanligt att tromber bildas över hav och gigantiska sjöar, men dessa anses inte kunna bli så kraftiga att de kan bli en fara för den tyngre sjöfarten. Dessa tromber kallas havstromb. Berättelser om hur fisk sugits upp och fallit från himlen kan mycket väl stämma. En vattenpelare sugs upp med stor massa och tar en del kraft från tromben, samtidigt kommer luftfuktigheten öka i snabelns nedre del.
Havstromber drar även in över Sveriges kuster, men de är relativt svaga. Utomlands finns exempel på kraftiga havstromber som dödat människor. Varför havstromber är vanligare vet man inte. Sannolikt bidrar den mindre friktionen till att virvelstrukturen kan bildas och fortleva, i synnerhet i trombens yttre delar. 
Vid ett tillfälle rapporterades från Öresund att inte mindre än tre tromber utvecklades till två, och sedan till en. När denna försvann kom en fjärde, såg förbluffade ögonvittnen på Kullaberg den 7 augusti 2005.
Mellan Danmark och Sverige driver ofta landbildade åskväder till havs, men tromberna bildas oftare på kallfronter.

### Fallvind vanlig förväxling
Det finns också exempel på tromber som gått i skogsmark, men inte observerats direkt. Skadorna kunde ses som en lång gata med fälld skog, som ligger in mot snabelns centrum. Det som efteråt kallas tromb, är i många fall mycket kraftiga vindar, som kan förekomma framför och i ett åskväder, så kallade fallvindar. Dessa vindar bildas när intensivt regn och hagel drar med sig luft i fallet, och denna luft breder ut sig med stor häftighet från åskvädret. Träd faller oftast i en riktning eller ut från den fallgata som kan bildas. Något fall kan vara fallvind downburst eller microburst. Bland förväxlingarna finns även vanliga molnformationer som är påfallande lika tromber men ej innehåller vindrotation och som är ofarliga.[källa behövs]

### Exempel på tromber i Sverige under modern tid
Lite om stormskador på skog orsakade av tromber under 1900-talet enligt rapport från skogsvårdsstyrelsen. Några av dessa tromber ger endast lätta skador. Men exempelvis den i Eskilstuna år 2006 orsakade dock relativt kraftiga skador på ett campingområde.
1900-talet
- 5 juli 1947: En tromb drog över Västbo härad i Jönköpings län. Den fällde en 4 mil lång sträcka skog. Samma dag gick även en tromb över östra Värmland, då 5 000 kubikmeter fälldes på 400 ha.
- 1949, 25 oktober: Yttersta domen - trodde Barvaborna[4] då en stor tromb passerade. Skog sopades bort - Fruktansvärt oväder - Vägen blockerades - Öronbedövande dån. Detta rapporterade Eskilstunakuriren.
- 1950, 22 juni, Orsa och Mora: En tromb orsakade en kal yta med 70 meters bredd och 8 kilometers längd.
- 1953 i maj: En tromb fällde 4 1/2 hektar i Älvsborgs län.
- 1957 och 1958 förorsakade tromber i Norrbotten omfattande skador på skog.
- 10 juli 1993 drog en tromb genom Dalarna från Brovallen, genom Avesta och Horndal och upplöstes i Byvalla. Rapporter berättar om nedfallna träd på vägarna, hustak som blåst bort, förstörda hus, samt intensiva hagelskurar och åska. Skador för miljoner uppstod. En 6-årig flicka omkom av ett fallande träd. Detta blev känt som den värsta stormen i området under hela 1900-talet.
- Den 29 juli 1994: Bollnäs
- Den 6 november 1994 [Åsle, 10 km utanför Falköping]: En tromb drabbade en gård där över 70 kor fick sätta livet till då ladugården gav vika.

2000-talet
- Den 25 augusti 2003 vid Falkenberg: En tromb drabbade ett sommarstuge- och campingområde i Olofsbo intill Kattegatt, söder om Morups tånge, enligt Hallandsposten.
- Den 16 juli 2005 passerade två tromber i Örebro och en i Ulricehamn enligt SR Sjuhärad.[5] Tre drakseglare sögs upp ur vattnet av ytterligare en tromb i Halmstad.
- Den 26 augusti 2006. En tromb svävade över vattnet vid Skanör på söndagsmorgonen omkring klockan 9.30. Strax efteråt kom en till, rapporterade Sydsvenskan[6].
- Den 22 januari 2007 rapporterade GP[7] om en tromb i västra Tjörn Sunnastrand som flyttade på en sjöbod.
- Den 12 februari 2007 kl 16.30: Tromb i Östanmor, enligt Dalademokraten.
- Den 14 maj 2007 kl 18 drabbar en[8] tromb samhället Virsbo i Västmanland i samband med att en kraftig kallfront med åskväder passerade över södra Sverige.
- Den 14 juli 2007 drabbades Bottnaryd i Jönköpings kommun av en tromb som ödelade[förtydliga] ett två kilometer långt och hundra meter brett område. En gård klarade sig med en hårsmån från ödeläggelse.
- Den 11 augusti 2008 förstörde en tromb ett antal träd i en trädgård i Sidensjö utanför Örnsköldsvik.[9].

2010-talet
- Den 13 juli 2010 i Lindesberg, Örebro län. På eftermiddagen drog en tromb fram mitt i centrum. Tegelstenar flög av husen och träd fälldes ned, en bil skadades också på grund av tromben. Detta i samband med ett mycket kraftigt åskoväder, enligt Nerikes Allehanda.
- Den 4 juni 2011 drabbades Norrbotten, Ångermanland och Västerbotten av flera tromber med strömavbrott och fällda träd som följd.[10].
- Den 6 augusti 2013 svepte en lokal tromb genom västra Karlstad, Värmland.[11]
- Den 6 juni 2014 svepte en tromb genom Rörö och utanför Öckerö.[12]
- Den 11 maj 2018 slog en IF2 tromb till i Vårdsberg utanför Linköping.[13][14]
- Den 11 augusti 2018 uppträdde ett flertal tromber i Blekinge skärgård.[15] Ungefär samtidigt noterades ett antal tromber i delar av Skåne. Orsaken var att några månader av rekordvärme och torka hastigt avbröts av kallt och ostadigt väder.[16]
- 2020-talet
- Den 28 juni 2025 svepte tre tromber in över norra Värmland. Samtliga tromber knäckte ett flertal träd samt den svagaste av de tre tromberna förstörde en mindre byggnads tak. Den starkaste av tromberna blev tilldelad IF 1.5 på den internationella Fujitaskalan. 2 personer kastade även ut ur en båt när de blev träffade av tromben, dock så har ingen kommit till skada enligt NWT[17][18]

## De amerikanska tromberna
Omkring 75 procent av alla tromber uppträder i USA som genomsnittligt drabbas av 1000 tromber per år. I USA kallas tromberna tornador (eller "twisters") och förekommer också i kraftigare former.
Att USA drabbas så ofta beror på att den kalla torra arktiska luften från Kanada ofta avfuktats när den passerar Klippiga bergen. Den möter den heta och höggradigt fuktiga luften från Mexikanska golfen. Dessa luftmassor kolliderar på prärien i centrala USA. Sådana luftkonfrontationer gynnar extrem vertikal hävning (konvektion) då den är instabil. Då bildas många superceller, som är stora roterande åskmoln. USA har ett 80 mil brett område som sträcker sig från Mexikanska golfen, Södern och Mellanvästern till södra Iowa ("Tornado Alley"). Den följer i princip floden Mississippi. Där härjar virvelstormarna som värst, särskilt under våren, sommaren och en bit in på hösten. De flesta tornador bildas under sen eftermiddag mellan kl 15 och 19. Stormar som orsakar tornados är alltid synliga från vädersatelliter men det går inte att se själva tromberna i vädersatelliternas bilder då de befinner sig under själva molnet. Uppvindarna är så kraftiga att det ibland bildas en liten bulle ovanpå åskmolnets städ vid tropopausen.
De flesta tornador går cirka 300 meter utanför supercellens regnkrok. Det kan vid sällsynta tillfällen bildas flera molnslangar från samma moln. Vid den synliga delen av slangen når luften daggpunkten på grund av tryckfall, och dimma fälls ut. Lufttryck i slang och molnbas torde då vara samma. Men ibland är slangen ej synlig.
Fenomenet är ingalunda ljudlöst, utan beskrivs som ljudet av tusen jetmotorer eller ett godståg för mycket kraftfulla tornados.

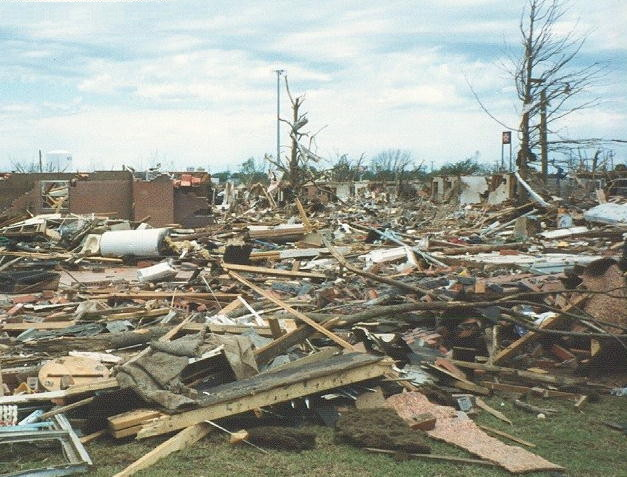
Förstörelsen efter en F4-tornado

Den amerikanska väderlekstjänsten kan ge allmän tornadovarning flera dagar i förväg. 
Att varna människor i tid för lokala tromber, eller tornador, är svårt, men framsteg görs. Forskarna och meteorologerna kan i sämsta fall bara spekulera om en tromb är på väg att bildas, genom att granska atmosfären och molnen, men kan bara med säkerhet komma ut med en varning när rotation i molnets interna delar faktiskt redan existerar. I USA finns ett välutbyggt varningssystem, och många invånare i särskilt tornadodrabbade områden har också byggt stormkällare. Dessa används som skydd för annalkande tornador. De utgör ett fullgott skydd för deras liv, men materiella skador för hundratals miljoner dollar uppstår varje år, och i genomsnitt omkommer 60 personer varje år (Blixten dödar 150-200 personer i USA årligen ). Myndigheterna tornadovarnar via massmedia och lokala varningssirener. Man använder sig av stationär och mobil väderradar, som observerar karakteristiska höghastighetsvindar inuti åskmolnen. På dagtid arbetar frivilliga, såsom radioamatörer och stormjägare, som okulärspanar efter molnrotation under åskmolnen. Man kan inte med säkerhet bekräfta att en storm har utvecklat en tornado enbart med väderradar så denna manuella verksamhet är mycket viktig för att varna närliggande samhällen. 
Molnrotationen i tratten kan vara så kraftig att den rör sig två varv per sekund. Kraftiga fuktiga fallvindar ger upphov till mammatus det är bröstliknande utfällningar under molnens översta lager. Den ledande tornadoforskningen sker i bland annat det hårt drabbade Oklahoma. Meteorologerna lägger till och med ut speciella mätinstrument i tornadons förmodade väg, även om det hör till ovanligheterna. En önskedröm för meteorologer är att göra mätningar inuti tornadon. Det skulle då gå att verifiera den fallvind, som man har föreslagit skulle finnas inuti tornadosnabeln.
I gynnsamma fall kan förvarning ges 20 minuter innan slangen når marken. De mycket kraftiga (EF5) virvelstormarna tycks kunna bildas när supercellens översida kommer i kontakt med jetströmmen enligt Starrs hypotes, denna går i nära anslutning till fronten. Jetvinden spelar helt klart en annan roll, den matar ibland ner arktisk luft över Mellanvästern. En annan viktig information är att förutspå vilken väg de kraftiga virvelstormarna tar. Här görs också stora framsteg.
Tornador dödar många människor i Mellanvästern. Samma typ av åskmoln ger ibland hagel stora som apelsiner och förödande skyfall med översvämning som följd. Ett ständigt blixtrande, lokala kastvindar och fallvindar upp till 100 m/s. Downburst och Microburst kallas dessa fenomen. De kan vara lika farliga som själva tornadon. Mätningar av tornador är direkt farliga och forskarna tar till en slags obemannade farkoster, så kallade Uav "modellflyg" för att mäta i tornadon. Projektet heter VORTEX 2. De amerikanska tornadoforskarna försöker följa tornador med bil och radar efter dess rörelseriktning, men det är inte helt säkert då det är svårt att förutsäga exakt när åskmolnet kan släppa ner ytterligare en slang.

### Stormjägare
I USA är det ett vanligt förekommande fenomen med stormjägare (eng: storm chasers). Det är personer som med olika nivåer av kunskap och utrustning gör väderprognoser och tar sig till områden med störst chanser att utveckla kraftfulla oväder och tornados. Fenomenet fick stor spridning via filmen "Twister" (1996) och intresset har varit ständigt ökande till den nivå att det ibland kan orsaka farliga trafikstockningar kring ovädren. Stormjägare, och andra frivilliga, fyller en viktig funktion för samhället genom att ofta vara de första som rapporterar in förekomsten av rotation av stormens nedre delar (vilket är ett förstadium i tornadogenesis) och konstaterade tornados. 
Det finns former av tornadoturism i USA med kommersiella företag som erbjuder hundratals turister varje år att jaga stormar och tornados. Erfarna guider låter turisterna se på stormarna på säkert avstånd men det finns förstås inneboende risker med denna turism där blixtnedslag och trafikfaror hör till de vanligaste.

### Klassificering
En tornados existenstid på marken kan variera i allt ifrån några sekunder upp till några timmar, men en dryg timme är den vanliga existenstiden. Tornador brukar vanligen klassificeras enligt Fujita-skalan.

#### Fujita-skalan
Skalan utgår från hur stora skador tornadon orsakar, att mäta vindhastigheten direkt är mycket svårt i kraftiga tornados, de våldsamma vindarna sliter sönder vindmätarna i en skala F1 till F5:
- F0: 17,9 - 32,5 m/s - (~-115 km/h - små skador)
- F1: 32,6 - 50,4 m/s - (116–180 km/h - måttliga skador)
- F2: 50,5 - 70,5 m/s - (181–250 km/h - ansenliga skador)
- F3: 70,6 - 92,4 m/s - (251–330 km/h - svåra skador)
- F4: 92,5 - 116,6 m/s - (331–415 km/h - förödande skador)
- F5: 116,7 - 142,5 m/s - (416–510 km/h - ofattbara skador)

- F6 (142,6-169,4 m/s) - (511–609 km/h - oföreställbara skador) används inte av
National Weather Service, eftersom så kraftiga tornador aldrig dokumenterats. Tornadoexperter menar också att det skulle vara praktiskt taget omöjligt och meningslöst att försöka skilja på F5 och hypotetiska F6 skador eftersom en F5 tornado totalförstör i stort allting, oavsett hur välbyggd konstruktionen är.[20]

#### Den omarbetade Fujitaskalan
2007 började National weather service att använda en uppdaterad version av Fujitaskalan, kallad EF-skalan (Enhanced Fujita scale). Anledningen var att metoderna för att beräkna vindhastigheterna i tromberna förbättrats avsevärt. Man fann nu att det behövdes lägre vindhastigheter än vad som tidigare antagits för att orsaka de materiella skador som den ursprungliga skalan beskriver i respektive kategori. Med andra ord hade man överskattat vindhastigheten i många tornados. EF-skalan är emellertid uppbyggd på samma sätt som sin föregångare med sex kategorier som går från EF0 till EF5. I bedömningen av vilken kategori tornadon ska klassas tar man nu större hänsyn till kvaliteten på konstruktionerna och har även inkluderat skador på vegetation m.m. Skadeverkningarna och gränsvärdena för EF-skalans olika kategorier bygger enbart på undersökningar av skadeverkningarna i de amerikanska tromberna. De nya gränserna för respektive kategori är emellertid följande:
Anmärkning: Alla tromber/tornados som inte orsakar några skador rankas alltid som EF0 på skalan. En EF0-tornado som drar fram över öppna fält kan därmed i själva verket ha mycket högre vindhastighet än nedan angivna värden.
- EF0 29,2-38,1 m/s. Små skador på byggnader, en del träd rycks dock upp med rötterna.
- EF1 38,2-49,1 m/s Måttliga skador. Stora skador på hustak, fönsterrutor krossas.
- EF2 49,2-60,5 m/s. Avsevärda skador. Hustak blåser av välbyggda hus och mobila hem demoleras helt. Även stora träd slits upp med rötterna.
- EF3 60,6-73,9 m/s Mycket allvarliga skador. Tågvagnar välts omkull, byggnader med svaga fundament blåser iväg. Stora byggnader som till exempel köpcenter skadas svårt eller förstörs helt.
- EF4 74,0-89,4 m/s. Enorma skador. Även mycket välbyggda konstruktioner som till exempel sten- och tegelbyggnader jämnas med marken. Bilar, lastbilar m.m. lyfts från marken och slungas iväg långa sträckor.
- EF5 Minst 89,5 m/s. Total förödelse, praktiskt taget allting i tornadons väg förstörs helt. Stora flervåningshus lyfts från sina fundament, smulas sönder och lämnar bara kvar fundamenten. Konstruktioner i armerad betong, till exempel skyskrapor skadas mycket svårt. Otroliga fenomen uppträder.

F5/EF5 tornados lämnar inte mycket "bråte" i sina spår, därför att bebyggelsen slits i småbitar och förs i väg med vinden Även riktigt stora metallföremål som till exempel bilar deformeras svårt av en EF5-tornado.
- Den högsta vindhastighet som någonsin uppmäts i en tromb är 482 km/h (134 m/s) i en tornado utanför Oklahoma City, USA, 3 maj 1999, högt över gränsen för en EF5-tornado. Ljudhastigheten är ca 343 m/s.

Anmärkning: Den extrema vindhastigheten mättes med radar. Osäkerheten är ±32 km/h. Vindhastigheten var möjligen så hög som 512 km/h (142 m/s).
Dessa vindhastigheter berör själva vindhastigheten inuti tromben och inte hastigheten i vilken tromben rör sig framåt, som är betydligt lägre. Ofta hinner människor, som är i riskzonen, köra ifrån tromben med en bil, då hastigheten brukar vara mellan 15 och 30 km/h. Snabbare var den s.k tre-stats-tornadon. Denna slog till i USA den 18 mars 1925 och varade i 3,5 timmar och existerade på en sträcka av 352 km i Missouri, Illinois och Indiana. Den gick fram med en hastighet av 90 km/tim och krävde 695 offer.

#### Jämförelse av EF-skalan och Saffir-Simpsons orkanskala
Saffir–Simpsons orkanskala används för att klassificera de tropiska oväder som benämns tropisk cyklon (även kända som orkaner, tyfoner och cykloner, beroende på vilket hav det handlar om) utifrån hur hög medelvindhastigheten är (en minut) och vilka skador ovädret kan förväntas orsaka. Skalan går från kategori 1 till kategori 5, där en kategori 5-orkan har varaktiga vindar/medelvindhastighet över 69 m/s (250 km/h), i de våldsammaste ovädren har man mätt upp medelvärlden på 85 m/s (306 km/h). Vindhastigheten i en tropisk cyklon med kategori 5 motsvarar därmed ungefär en EF4-tornado. En hypotetisk "kategori 6"-orkan skulle motsvara en EF5-tornado. I många kategori 5-cykloner har man dock registrerat vindbyar som nått över gränsen för EF5. Allra mest, hela 113 m/s (408 km/h) i Cyklonen Olivia 1996.

#### Internationella Fujita-skalan
Den 15 oktober 2018 släppte European Severe Storms Laboratory (ESSL), det första utkastet till version 0.10 av den internationella Fujita-skalan, förkortat "IF Scale" för europeiskt bruk. Den 6 maj 2023 släpptes nästa utkast till version 0.99.9d av skalan. Skalan är designad för att vara ett europeiskt alternativ till EF-skalan. EF-skalans skadeindikator var lite att använda utanför USA på grund av de olika byggkoderna. ESSL avser att implementera IF-skalan i European Severe Weather Database (ESWD) senast den 1 juli 2023, och kommer då att vara den officiella tornadointensitetsskalan i Europa. Skadan avgör trombens klassificering och går från IF0 till IF5. skalan används i stor utsträckning av flera meteorologiska byråer, såsom ESSL, DWD, AEmet & ZAMG.
- IF0: 25 - 33 m/s - (90-120 km/h - små skador)
- IF1: 40 - 50 m/s - (150–180 km/h - måttliga skador)
- IF2: 60 - 70 m/s - (200–250 km/h - ansenliga skador)
- IF3: 80 m/s - (290 km/h - svåra skador)
- IF4: 105 m/s - (380 km/h - förödande skador)
- IF5: 130 m/s - (470 km/h - ofattbara skador)

#### Torro-skalan
Torro-skalan (tornado intensity scale T-scale) är en annan skala som mäter tromber/tornados intensitet. Skalan går från T0 från de svagaste tromberna till T11 för våldsammaste. Gränsen för en T10-tornado går vid 121 m/s (436 km/h), d.v.s. F5 enligt den ursprungliga Fujitaskalan. En T11 tornado har en vindhastighet som överstiger 134 m/s (482 km/h), i nivå med den högsta vindhastighet som någon registrerats. Skalan utvecklades i Storbritannien på 1970-talet. Denna skala har alltså betydligt fler steg än EF-skalan men anses av en del ha en brist i att tromber starkare än T2 (max 41 m/s) är ovanliga i Storbritannien och övriga Europa. Utanför Europa är det EF-skalan som används mest..
Torro-skalan har till skillnad från Fujitaskalan inte uppdaterats, gränsvärden för varje kategori jämfört med EF-skalan är därmed högre. Om man ska jämföra skadeverkningarna enligt Torroskalans steg med EF-skalan blir den följande::
- TO-T1: (EF0) - obetydliga skador på byggnader
- T2-T3: (EF1) - stora skador på mobila hem mm.
- T4-T5: (EF2) - Taket blåser av välbyggda hus, mobila hem totalförstörs.
- T6-T7: (EF3) - De flesta hus demoleras helt. Mindre fordon lyfts från marken och slungas i väg.
- T8-T9: (EF4) - Nästan all bebyggelse, oavsett hur välbyggd den är jämnas med marken. Mycket tunga föremål som tågvagnar och flygplan lyfts från marken och slungas iväg.
- T10-T11: (EF5) - Tornadon lyfter och sveper bort allting i dess väg, sliter stora byggnader i småbitar och lämnar bara fundamenten kvar, även skyskrapor skadas mycket svårt eller totalförstörs. Bilar mm deformeras till oigenkännlighet.

### Effekter för drabbade människor

#### Destruktivitet
Kraftiga tornados är extremt destruktiva och lämnar död och förstörelse i sina spår. Det finns mängder med berättelser som vittnar om deras ohyggliga kraft. De riktigt kraftiga tornadorna har till exempel flyttat riktigt tunga föremål långa sträckor, dessa berättelser är legio. Mitt i all förödelse finns det många berättelser om människor som överlevt till synes mirakulöst och föremål som klarat sig oskadda trots att hela samhället jämnats med marken. Mitt i vägen, som en kraftig tornado hade plöjt, fanns oskadda föremål, som exempelvis ett nästan intakt badrum som hade klarat sig. Detta har en speciell förklaring: I tornadosnabeln finns ibland ett inferno av mindre virvlar som kan uppnå betydligt högre vindhastigheter än "huvudtornadon" och som orsakar störst skada. Det finns höns som förlorat alla sina fjädrar och överlevt. Det finns också berättelser om värdepapper som nått åskmolnets topp och sedan förts med luftströmmarna långt, långt därifrån.

#### Allvarliga tromber
- 2007 1 mars: Trombutbrott i USA krävde 19 offer i Alabama och Missouri.[27]
- 2007 4 maj: En svår tornado nådde på fredagskvällen fram till det lilla samhället[28] Greensburg som i praktiken utraderades. Samhället har omkring 1 800 invånare. Det är beläget i en jordbruksbygd i sydvästra Kansas. Nio människor dödades och ett 60-tal skadades av ovädret, uppgav räddningspersonal på lördagen.
- 27-28 april 2011: Ett massivt tornadoutbrott i södra USA dödar minst 339 personer, hårdast drabbat var delstaten Alabama med minst 238 dödsoffer. Fyra tromber nådde EF5 styrka.[29]
- 22 maj 2011. En våldsam EF5 tornado ödelade stora delar av staden Joplin i delstaten Missouri. 8000 byggnader förstördes och minst 124 människor omkom. Det var den dödligaste tornadon som drabbat USA sedan 1950.[30] Antalet förolyckade efter jättetornadon som drabbade Joplin steg så småningom till 158. Det inkluderar personer som avled senare p.g.a. svåra skador.[31] Tornadon beräknas ha haft vindhastigheter upp till 250 mph (över 110 m/s)[32]
- 20 maj 2013. En EF5 tornado ödelade stora delar av staden Moore utanför Oklahoma City. Tornadon var drygt 2 km bred och dödade minst 24 personer. Det var samma stad som 3 maj 1999 drabbades av den starkaste tornadon som hittills registrerats. Det är extremt ovanligt att samma stad drabbats av två F5/EF5 tornador.[33].
- 31 maj 2013. Mindre än 2 veckor efter EF-5 tornadon i Moore drar en jättelik och extremt stark tornado fram över centrala Oklahoma. Den har en maximal bredd på 4,2 km och är därmed den största Tornadon som registrerats. Med radar uppmäts vindhastigheter upp till 131 m/s (475 km/h) - näst högsta någonsin. Lyckligtvis drabbar den inte bebyggda områden under sin mest intensiva fas och rankas därmed officiellt "bara" som en EF-3 tornado. Antalet dödsoffer är 8, varav 4 s.k. stormjägare. https://en.wikipedia.org/wiki/2013_El_Reno_tornado[34]

#### Extrema tromber
Den mest extrema tromben som har registrerats i historien var "Tri-State Tornado", som gick genom delar av Missouri, Illinois och Indiana i USA den 18 mars 1925. Den var som en F5, även om tromber inte rankades på någon skala på den tiden. Den innehar rekordet för det längsta stråket (352 kilometer), den längsta varaktigheten (omkring 3,5 timmar) och den högsta hastigheten för en enstaka tromb (117 km/h) på hela Jorden. Tilläggas kan att denna tromb var den dödligaste i USA:s historia (695 döda). Den var även den näst mest kostsamma tromben på sin tid, men har förlorat sin topplacering till andra tromber.

## Tromber i övriga världen
En vanlig missuppfattning är att tornadon (tromben) är en utpräglad amerikansk företeelse, men kraftiga tornador kan uppstå överallt vid abnormiteter i vädersystemen. Lika kraftiga tornador förekommer vid Bengalen. Det är Bengaliska viken som tillsammans med Himalaya som ger liknande förutsättningar som i den amerikanska Mellanvästern. Även området mellan Biscayabukten och Pyrenéerna kan då och då drabbas av kraftiga tromber. Men det är bara i amerikanska Mellanvästern som vi har en tornado highway eller allé. Rapporteringen från U-länder blir allt bättre. Men U-landsproblematiken ger sig också tillkänna i värderingen av vädernyheter.
Exempel från Bangladesh
- 1989 26 april: En tornado drog in över staden Shaturia, och utplånade hela staden. Cirka 1 300 människor omkom och omkring femtiotusen människor blev utblottade under dess 80 km långa väg. Detta anses vara den  mest dödliga tornadon under modern tid (se Delatour-Salaria Tornado).
- 1996 Dacca, Bangladesh: En tornado förstörde 10 000 hus och kostade 700 människor livet.

Exempel från Ryssland
- 1406 - nära Nizjnij Novgorod, en död[37].
- 1904, 29 juni - Moskva, mer än 100 offer[38].
- 1953, 24 augusti - Rostov, ingen dödades[39].
- 1984, 9 juni, Ivanova - Jaroslavl i västra Ryssland: Tornadoutbrott, mer än 100 offer[40].
- 2009, 3 juni - Krasnozavodsk, 65 personer skadade[41].

Exempel från Tyskland
- 2006, 27 mars: En åskfront med några superceller gick genom Nederländerna, Frankrike, Belgien, och Tyskland. Fronten genererade tromber i Tyskland då den passerade genom Niedersachsen och södra delarna av Hamburg omkring kl. 19. Den dödade två personer som arbetade med en kran.

Exempel från Indien
- 1998 23 mars. New Delhi: Ett 70-tal människor dödades och flera hundra skadades när virvelstormar på tisdagen hemsökte delar av östra Indien, rapporterade nyhetsbyrån Press Trust of India.

I Västbengalen omkom cirka 50 personer enligt PTI. Polischefen i Calcutta trodde dock att dödssiffran skulle stiga. Ett par samhällen väster om delstatshuvudstaden hade drabbats värst.
En polisman i Midnaporedistriktet sade till Reuters att över 500 hus lades i ruiner av virvelstormarna.
Sökandet efter fler skadade och döda försvårades av de skyfall som följde i virvelstormarnas spår. (TT-AFP) 
Enligt Aftonbladet.
Exempel från Irland
- 1054, 30 april: Rosdallatromben på Irland är en av de äldsta kända i Europa

Exempel från Japan
- 2006, 11 juli: Nio människor dödades och 21 skadades när en tromb virvlade igenom staden Saroma på Japans nordö Hokkaido.

I Japan är så här kraftiga tromber mycket ovanliga och de kallas Tatsumaki enligt Expressen.
Exempel från Kanada
- 2007, midsommar: Åtta tornador över Kanada under samma helg[42].

Exempel från Kina
- 2005, 5 juli: Minst 20 människor dödades då en tornado drabbade de östliga provinserna Jiangsu och Anhui i Kina.

Exempel från Mexiko
- 1933: En tornado drog fram genom Tampicodistriktet, den krävde bortåt 500 människors liv. Det var den värsta naturkatastrof som drabbat Mexiko på 40 år.

Exempel från Storbritannien
- 1091: F4 Tromb i London, 600 hus förstörda. I en kyrka krävdes två offer.[43]
- 1638 England: Widecombetromben orsakar stor förstörelse.
- 2006, 7 december, 19:12 GMT: Sex personer skadades när en tromb korsade flera gator i nordvästra London.
- 2007, 23 juni: Oväder med tromb i Wellington och översvämningar[44] i Sheffield.

Storbritannien drabbas av 33 tromber per år baserat på ett genomsnitt från en 30-årsperiod.

## Andra typer av virvelvindar

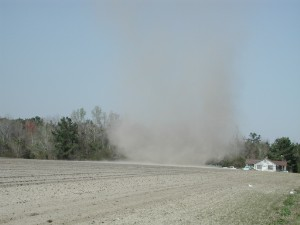
En stoftvirvel.

### Stoftvirvlar
Stoftvirveln bildas vid soligt, torrt väder och under i övrigt lugna förhållanden. Stoftvirveln bildas vid markytan till skillnad från tromben som istället växer ner mot marken från undersidan av åsk- eller bymoln. SMHI vill inte att begreppet "småtromb" ska användas, eftersom många felaktigt tycks tro att detta är en tromb.
I vissa områden kan det bildas hörnvirvlar, när det blåser kraftigt. Det observeras lättast kring hus och i kuperad terräng. Hörnvirveln ger sig ofta tillkänna när en rund lövhög bildas om och om igen på samma plats. Fenomenet syns vid återkommande blåst i samma vindriktning. Särskilt tydligt syns hörnvirvlar vid snöoväder i tätorter.
I Afrikas ökenområden bildas ibland sandvirvlar. På andra mycket heta platser bildas plötsliga minivirvelvindar. De är vanliga över odlingsmark (dust devil). En dust devil kallas stoftvirvel på svenska och byggs upp nerifrån och upp. I princip släpper en termikblåsa från marken och inströmmande utfyllnadsluft börjar rotera. Dessa förekommer på sommaren även i Sverige och kallas då med ett äldre namn småtromb. En tredje form är en variant av brandstorm och kallas brandvirvel. Den förekommer vid stora bränder. Stora bränder, Vulkanutbrott genererar också kraftigare uppvindar tromber, åskväder inte att förväxla med blixtarna i vulkanaska. Atombomben över Hiroshima var inte nog. Timmarna efter infernot med bränder genererade naturen åska med tornador. Detta uppmärksammades bland annat av en ung meteorologiintresserad vid namn T. Fujita. Brandvirveln skall inte förväxlas med dessa fenomen den är snarare besläktad med stoftvirveln.
Både orkaner och lågtryck är virvelvindar med inströmmande luft, men de räknas in som störningar i de större vindsystemen. Tromber kan faktiskt gå inne i dessa större virvlar.

### Riktigt små luftvirvlar
Vissa småfåglar och vissa insekter är vad man kallar turbulensflygare. En humla har exempelvis för liten vingyta för att kunna flyga, enligt aerodynamiska principer som inte tar hänsyn till turbulens. Det har visat sig att humlans kropp lyfts upp av två sub-mikrotromber som skapas vid vingarnas baksidor.

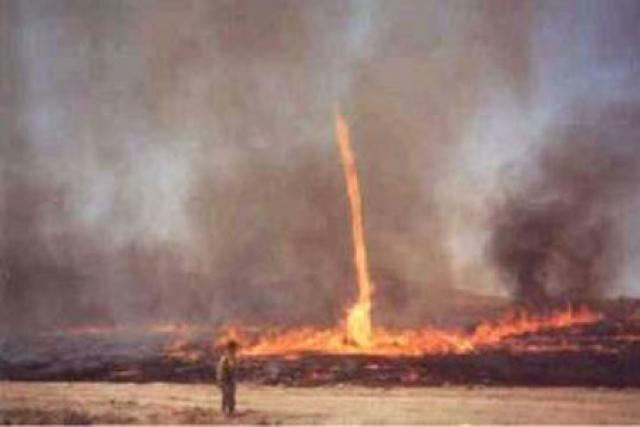
En eldtornado.

### Eldtornado
Eldtornados bildas ovanför ett brinnande område. De uppstår oftast när intensiv stigande värme och turbulenta vindförhållanden kombineras för att bilda virvelvindar av luft. De kan även bli 15-33 meter höga.